# ФК Шумадија Јагњило
ФК Шумадија Јагњило је српски фудбалски клуб из Јагњила, и тренутно се такмичи у Српској лиги Београд, трећем такмичарском нивоу српског фудбала. 